# Krutenke, Vasîlkivka
Krutenke (în ucraineană Крутеньке) este un sat în comuna Zelenîi Hai din raionul Vasîlkivka, regiunea Dnipropetrovsk, Ucraina.

## Demografie
Componența lingvistică a localității Krutenke
     Ucraineană (98,67%)
     Rusă (1,33%)
Conform recensământului din 2001, majoritatea populației localității Krutenke era vorbitoare de ucraineană (98,67%), existând în minoritate și vorbitori de rusă (1,33%).